# La Croix-aux-Mines
La Croix-aux-Mines je francouzská obec v departementu Vosges, v regionu Grand Est.

## Historie
Ve středověku byla na území obce důlní činnost, těžilo se stříbro, měď a rtuť. Na toto odkazuje jak jméno, tak znak obce.

## Památky
- kostel sv. Mikuláše
- kaple sv. Marka v Chipal

## Vývoj počtu obyvatel
Počet obyvatel